# Elonus excavatus
Elonus excavatus är en skalbaggsart som beskrevs av Werner 1993. Elonus excavatus ingår i släktet Elonus och familjen ögonbaggar. Inga underarter finns listade i Catalogue of Life.